# Roger Bureau
Roger Eugene Bureau (Antwerpen, 1909. február 1. – 1945. április) belga jégkorongozó, gyorskorcsolyázó, olimpikon, katona.
Már 16 évesen részt vett az 1926-os gyorskorcsolya-Európa-bajnokságon, ahol 7. lett és az 1926-os jégkorong-Európa-bajnokságon is játszott.
Az 1928. évi téli olimpiai játékokon játszott a jégkorongtornán a belga csapatban. Az A csoportba kerültek. Az első mérkőzésen kikaptak a britektől 7–3-ra, majd 3–2-re győztek a magyar válogatott ellen. Az utolsó csoport mérkőzésükön legyőzték a franciákat 3–1-re. A csoportból csak az első helyezett brit csapat jutott tovább. A belga csapat a második lett. Összesítésben az 5. Mind a három mérkőzésen játszott és nem ütött gólt.
Az 1936. évi téli olimpiai játékokon visszatért a jégkorongtornára a belga csapatban. Az C csoportba kerültek. Az első mérkőzésen kikaptak a magyar válogatottól 11–2-re, majd szintén kikaptak 5–0-ra a csehszlovák válogatottól. Az utolsó csoportmérkőzésükön is kikaptak a franciáktól 4–2-re. Összesítésben az utolsó előttiek lettek. Bureau mind a három mérkőzésen játszott és nem ütött gólt.
Az antwerpeni CPA volt a klubcsapata.
Mikor kitört a második világháború, ő bevonult a seregbe és a szövetségesek oldalán harcolt. 1944. április 21-én letartóztatták a francia-spanyol határnál és 1945 áprilisában egy német fogolytáborban megölték, de máig nem tisztázott halálának a körülménye.